# Nathan Blecharczyk

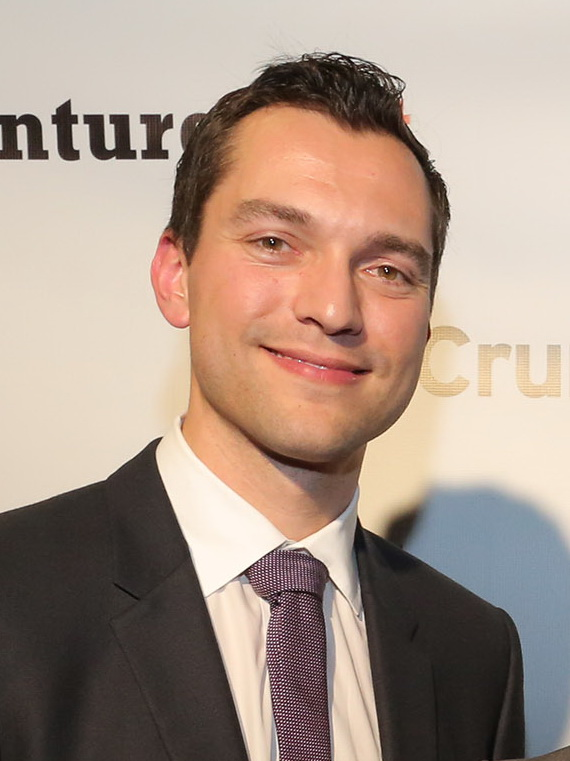
Nathan Blecharczyk (2014)

Nathan Underwood Blecharczyk (* 1984 in West Roxbury, Boston, Massachusetts) ist ein US-amerikanischer Unternehmer. Er ist Co-Gründer und CTO von Airbnb.

## Werdegang
Im Alter von 12 Jahren begann er seine ersten Programme zu schreiben, die er ins Internet stellte. Mit 14 Jahren bekam er ein Angebot über 1.000 US-Dollar, um ein Programm zu schreiben. 2001 schloss er die Highschool, Boston Latin Academy, ab. Er besuchte die Elite-Universität Harvard, auf der er 2005 einen Bachelor in Computerwissenschaften erreichte. Ab 2005 war er als Ingenieur bei OPNET Technologies und 2007 als Chefentwickler bei Batiq. Außerdem arbeitete er als Programmmanager bei Microsoft.

## Rolle bei Airbnb
Als die beiden Designer Brian Chesky und Joe Gebbia 2008 Airbnb gründen wollten, benötigten sie einen Partner, der programmieren konnte. Gebbia erinnerte sich an seinen ehemaligen Zimmergenossen Blecharczyk, der Programmierer war, und so wurde dieser als Ingenieur (CTO) verantwortlich für die Internetseite des neuen Unternehmens. Um einen Eindruck zu bekommen, wie sich Kunden von Airbnb fühlen, vermietet Blecharczyk noch heute einen Teil seiner Wohnung in San Francisco. Er hat so schon an über 100 Airbnb-Gäste „untervermietet“. Auf seinen eigenen Geschäftsreisen nutzt auch er selbst Airbnb und schätzt den Anteil der Geschäftsreisenden bei Airbnb mittlerweile auf ca. 10 Prozent.

## Wohnort
Blecharczyk lebt mit seiner Frau, einer Ärztin, in San Francisco, Kalifornien (USA). Zusammen haben sie eine Tochter, die 2014 zur Welt kam.

## Vermögen
Nathan Blecharczyk ist Milliardär. Gemäß Forbes-Liste beträgt sein Vermögen Stand April 2022 ca. 9,2 Milliarden US-Dollar. Damit belegt er Platz 221 auf der Forbes-Liste der reichsten Menschen der Welt. Im Juni 2016 wurde bekannt gegeben, dass Blecharczyk, zusammen mit den beiden anderen Co-Gründern von Airbnb, der Giving Pledge beitritt und sich somit verpflichtet, mehr als 50 % seines Vermögens gemeinnützigen Zwecken zu spenden.